# 刑事警察 (ドイツ)
刑事警察（けいじけいさつ、クリミナルポリツァイ、独： Kriminalpolizei）は、ドイツ、オーストリア、ドイツ語圏のスイスにおける刑法犯の捜査を行う警察組織の名称である。略して、クリポ（KriPo）と呼ばれることもある。

## ドイツ
ドイツ連邦共和国の各州の警察の刑法犯罪捜査部門は、刑事警察もしくはその略号のクリポと呼ばれる。刑事警察は、州法により様々に組織され、州政府の内務大臣に活動報告する。連邦刑事庁（Bundeskriminalamt）の役職を持つ捜査員や、連邦警察（Bundespolizei）の捜査部門は、クリポと呼ばれることはない。
ドイツ連邦共和国における警察活動は基本的に地方警察（Landespolizei）の管轄であり、州の刑事警察が、ほとんどの刑法犯罪捜査に責任を持つ。
また、刑事警察を構成する警官は、ほとんどが通常の地方警察の警官であり、そのうちで警察学校と地方警察での仕事で良い成績を残した者である。厳しいふるいと試験により、少数の人間のみが、警察大学において、犯罪学の専門教育を受けるために選別される。それらのコースを完了後、3年間の見習いを行い、その後、完全な捜査官としての身分を得る。連邦警察から刑事警察への異動は可能であるが、非常にまれである。
刑事警察の刑事は、私服で犯罪と事件の捜査を行う。刑事は、犠牲者や目撃者と面談し、犯罪を解決し犯人を逮捕するために必要な証拠を集め容疑者を取り調べる。また、刑事は行方不明者の居場所を突き止め、盗まれた資産を取り戻す仕事も行っている。捜査員は、通常、担当区域（市全体や管轄の区域）を持った刑事の一団や専門捜査部隊の1つに割り当てられる。
麻薬の密輸や組織犯罪と対抗するために、連邦警察や税関職員と一緒に共同捜査チームが編成されることもある。
警察組織には、刑事警察の中に国家保安部門（Staatsschutz）と呼ばれる独立の部門がある。この部門は、政治的な動機による犯罪捜査を管轄する。ドイツの情報機関は警察権を実行する権限がなく、その捜査官は逮捕や敷地内の捜索や押収を行う権限がない。そのため、情報機関が警察権や裁判権に関わる場合には、その事件を法廷や検察庁（Staatsanwaltschaft）や刑事警察の州保安部門の捜査官に引き渡す。

## 起源
1799年のプロイセンのベルリンに始まる。6人の警察官が刑法犯の捜査のためにプロイセン刑事裁判所 (Kriminalgericht) に任命された。彼らは必要なら私服で捜査する権限を与えられ、数年後には職員数も増加した。
1811年のベルリン警察服務規定（Berliner Polizeireglement）に職務内容が記載され、1820年には、刑事（Kriminalkommissar）の職種が導入された。1872年に新たに刑法犯を捜査する刑事警察が制服着用する都市警察（Schutzpolizei）と区別された警察として創設された。
他のドイツ州、例えば1852年にブレーメンは警察組織を再編成、19世紀末に刑事警察はドイツ全域で創設された。

## ナチス・ドイツにおける刑事警察（1936年 - 1945年）
1936年に刑事警察はゲシュタポと統合されて保安警察（ジポ）となり、その長官ラインハルト・ハイドリヒの下に束ねられた。刑事警察は1944年までアルトゥール・ネーベが局長を務めたが、1944年にネーベがヒトラー暗殺計画に加担、告発、処刑された後、フリードリヒ・パンツィンガーが局長に任じられた。
刑事警察は、通常秩序警察と共に犯罪捜査を行い、大都市や小都市にも支署を持っていた。
刑事警察は、主に強姦、殺人、放火等の重大な刑法犯罪の捜査を行った。戦時下にあって刑事警察が注目していた犯罪は「火事場泥棒」であった。これは、空襲下、放棄された家や店舗や工場から金品を窃盗するために大きな社会問題とみなされたためである。
刑事警察の刑事職員は、親衛隊の一員であるとみなされ、親衛隊や秩序警察の階級を持つことが可能であった。しかし、ほとんどの刑事警察の職員は、親衛隊や秩序警察の階級でなく、「刑事捜査官（Kriminalrat）」のような刑事警察独自の階級名で自分たちを呼んでいた。アルトゥール・ネーベ等の上級職員はアインザッツグルッペン（Einsatzgruppen）のようなユダヤ人絶滅部隊の指揮官として職務も果たした。

## 関連作品
- 「ファーザーランド」（1992年）：ロバート・ハリス著。第二次世界大戦にドイツが勝利した設定の歴史改変小説。刑事警察に勤めるSS少佐である主人公クサヴィアー・マルヒ（Xavier March）が登場する。その中でアルトゥール・ネーベはSS上級大将として登場、第二次世界大戦後20年間も刑事警察の局長を務めていた設定になっている。
- 「ファーザーランド (テレビ映画)（英語版）」（1994年）：上記を原作としたテレビ映画。ルトガー・ハウアー主演、クリストファー・メノール（英語版）監督。